# أليكس بيتيفر
أليكس بيتيفر (بالإنجليزية: Alex Pettyfers) هو ممثل إنجليزي ولد في (10 من أبريل سنة 1990)  بمقاطعة هارتفوردشير إنجلترا.

## الافلام
| السنة | اسم الفيلم             | الدور                               | ملاحظات   |
| ----- | ---------------------- | ----------------------------------- | --------- |
| 2005  | Tom Brown's Schooldays | Tom Brown                           | عرض تلفزي |
| 2006  | Stormbreaker           | Alex Rider                          |           |
| 2008  | Wild Child             | Freddie Kingsley                    |           |
| 2009  | Tormented              | Bradley White                       |           |
| 2011  | أنا رقم أربعة          | John Smith/Number Four/Daniel Jones |           |
| 2011  | بغيض                   | Kyle Kingson/Hunter                 |           |
| 2011  | في الوقت المحدد        | Fortis                              |           |
| 2012  | Magic Mike             | Adam/"The Kid"                      |           |
| 2013  | رئيس الخدم             | Thomas Westfall                     |           |
| 2014  | الحب اللانهائي         | David Elliot                        |           |
| 2016  | Elvis & Nixon          | Jerry Schilling                     |           |